# Reinfried Herbst
Reinfried Herbst (Salzburg, 1978. október 11.) osztrák alpesisíző. 2006-ban olimpiai ezüstérmet, 2010-ben szakági világkupa-győzelmet szerzett műlesiklásban.
2006 tavaszán nyerte első világkupa-versenyét. A 2008-as és 2009-es szezonban két-két versenyt nyert, 2010-ben négyszer nyert a világkupában, valamennyi esetben műlesiklásban győzött.

## Világkupa-győzelmei

### Összetett
| Szezon | Szakág     |
| ------ | ---------- |
| 2010   | Műlesiklás |

### Versenygyőzelmek
Összesen 9 győzelem (mind a 9 műlesiklás).
| Dátum              | Helyszín               | Szakág     |
| ------------------ | ---------------------- | ---------- |
| 2006. március 11.  | Shigakogen             | Műlesiklás |
| 2008. február 9.   | Garmisch-Partenkirchen | Műlesiklás |
| 2008. március 15.  | Bormio                 | Műlesiklás |
| 2009. január 11.   | Adelboden              | Műlesiklás |
| 2009. január 27.   | Schladming             | Műlesiklás |
| 2009. november 15. | Levi                   | Műlesiklás |
| 2009. december 21. | Alta Badia             | Műlesiklás |
| 2010. január 26.   | Schladming             | Műlesiklás |
| 2010. január 31.   | Kranjska Gora          | Műlesiklás |